# 백탁
백탁(白卓, ? ~ ? )은 후고구려(태봉)와 고려 초의 문인.학자이자 문신이다. 본관은 남포(藍浦). 후고구려 말 고경문(古鏡文)을 해석하였다.

## 생애
신라 간관(諫官) 백중학(白仲鶴)의 후손이다. 
918년(태조 원년, 신라 경명왕 2) 당나라 상인 왕창근(王昌瑾)이 철원(鐵圓)의 시전(市廛)에서 살았는데, 어떤 이상한 사람으로부터 오래된 거울을 샀다고 한다. 그 거울 속에 고시같은 글귀가 새겨져 나타났다. 왕창근이 이를 궁예(弓裔) 왕에게 보고하니, 궁예는 송함홍(宋含弘), 백탁(白卓), 허원(許原) 등의 문인에게 해석하게 하였다. 그 고시는 참언(讖言)으로서, 당시 궁예 밑에서 파진찬(波珍飡)으로 있던 왕건(王建)이 후삼국을 통일한다는 내용이었다. 백탁 등은 사실대로 고했다가는 왕건이 해를 입을까 두려워하여 적당히 꾸며서 궁예 왕에게거짓으로 보고하여왕건을 보호하였다.
고려 태조 때 병부시랑(兵府侍郞)을 지냈다고 한다.

## 가족관계
- 조부 : 백중학(白仲鶴) 신라 간관(諫官)
- 조모 : 경주 김씨(慶州金氏) 김탕(金湯)의 녀
  - 부 : 백광선(白光善)[3][4] 한림(翰林)
    - 본인 : 백탁(白卓)
      - 아들 : 문색(文色) 경주 수령
        - 손자 : 사유(思柔) 한림학사(翰林學士)
        - 손부 : 낭주 최씨(朗州崔氏) 민휴공(敏休公) 최지몽(崔知夢)의 딸[5]
          - 증손 : 행린(行隣) 낭중(郎中)

    - 누이 : 남포 백씨, 전주 이씨(全州李氏) 5세 이입전(李立全)의 부인[4]